# Serviformica
Serviformica (лат.) — подрод рода Formica из подсемейства Formicinae семейства Formicidae, включающий таких обычных муравьёв как бурый лесной муравей, прыткий муравей и другие.

## Биология
В отличие от близких к ним представителей группы рыжих лесных муравьёв, виды подрода Serviformica, как правило, имеют земляные гнезда с небольшими холмиками. Хищники и падальщики. Семьи у большинства видов немногочисленные, часто используются социальными паразитами из близких подродов (Coptoformica, Formica s.str.) и рабовладельцами Raptiformica.

## Распространение
Подрод Serviformica имеет голарктическое распространение (палеарктика и неарктика), охватывая северную Евразию и США и Канаду в Северной Америке. Характерны для лесов умеренного пояса. Фауна России включает около 15 видов.

## Классификация
Иногда в западной литературе этот таксон рассматривается в качестве самостоятельного рода. Подрод Serviformica («группа F.fusca») вместе с другими подродами (Coptoformica, Formica s.str., Neoformica, Raptiformica) и группами видов («группа F.neogagates», «группа F.microgyna», «группа F.exectoides») составляют крупный род формика. Подрод рассматривается как самый примитивный среди всех членов рода формика. Испанский вид Formica subrufa иногда выделяют в отдельный подрод Iberoformica.
Недавно разделённые виды F. candida и Formica picea — Чёрный блестящий муравей (F. picea) признаны базальной ветвью в основании филогенетического древа подрода Formica, что говорит о возможной парафилетической природе подрода Serviformica. Внутри подрода выделяют несколько комплексов или микроклад: cinerea/fusca/lemani/selysi; cunicularia/rufibarbis; и candida/picea.
- Serviformica («группа F.fusca»)
  - Formica candida
  - Formica cinerea — Серый песчаный муравей
  - Formica cunicularia — Степной прыткий муравей
  - Formica fusca — Бурый лесной муравей
  - Formica gagates
  - Formica gagatoides — Полярный муравей
  - Formica hayashi
  - Formica japonica
  - Formica kozlovi
  - Formica lemani
  - Formica lusatica
  - Formica picea — Чёрный болотный муравей, или чёрный блестящий муравей
  - Formica rufibarbis — Краснощёкий муравей
  - Formica subpilosa — Тугайный муравей
  - Formica uralensis — Черноголовый муравей
  - Другие виды